# Schinus terebinthifolius
Pour les articles homonymes, voir faux-poivrier.
Espèce
Schinus terebinthifolius, est une espèce de plantes à fleurs dicotylédones de la famille des Anacardiaceae, originaire d'Amérique du Sud. C'est un arbre dioïque, à feuilles persistantes, dont les fruits constituent l'épice connue sous les noms de « baies roses » ou « poivre rose ».
Originaire d'Amérique du Sud (Brésil), il est aujourd’hui exploité pour ses baies dans d'autres régions tropicales, comme La Réunion ou Madagascar. Cette espèce se comporte dans certaines régions, notamment aux États-Unis et en Nouvelle-Calédonie, comme une adventice ligneuse agressive, devenant parfois une plante envahissante.
Noms vernaculairesbaie rose, encens, faux poivrier, poivre marron, poivre rose, poivrier d'Amérique, poivrier du Brésil.

## Description

### Port
Schinus terebinthifolius est un arbre qui peut atteindre de 3 à 10 mètres, occasionnellement 15 mètres, de hauteur,, avec un tronc de 10-30 cm de diamètre (parfois 60 cm). 

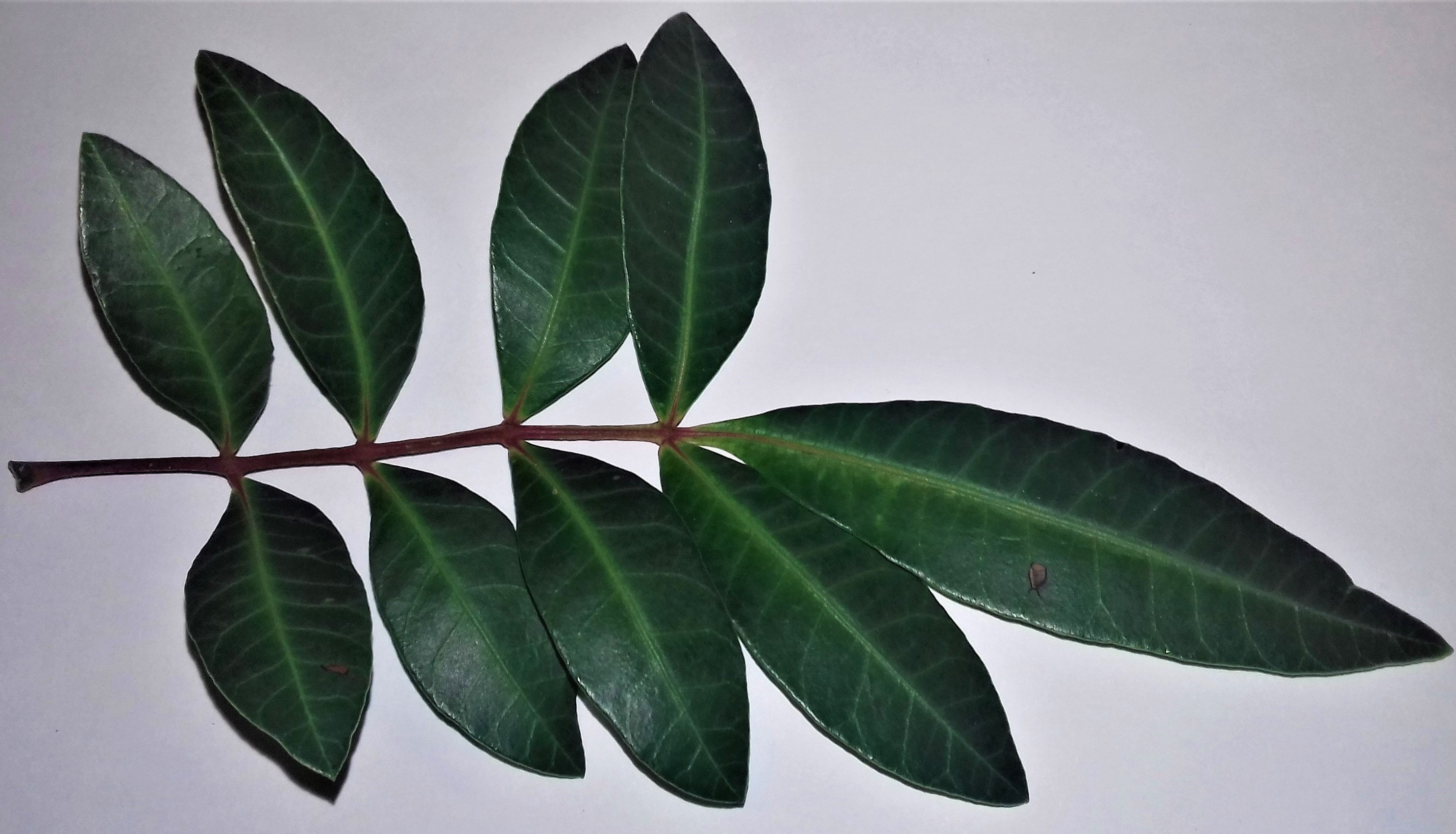
Feuille de Schinus terebinthifolius. Le limbe peut être entier comme ci-dessus, ou dentelé.

### Feuilles
Ses feuilles, persistantes, alternes, imparipennées de 7,5 à 15 cm de long, comptent généralement 5, 7 ou 9 folioles elliptiques ou oblongues, sessiles opposées, sauf la dernière. Le limbe est entier ou dentelé, sa base et son sommet sont en coin.

### Fleurs
Les fleurs sont groupées en grappes (panicules) de 2,5-10 cm de long, très ramifiées, situées principalement à la base des feuilles supérieures. Fleurs mâles et fleurs femelles apparaissent sur des pieds différents (espèce dioïque). Elles dégagent une odeur poivrée, ou une odeur de térébinthe.

Les fleurs d'environ 3 mm de long et de large comprenne un calice formé de cinq minuscules sépales verts pointus, une corolle de cinq pétales blanc crème étalés de moins de 3 mm de long, 10 étamines ou un pistil avec un ovaire arrondi, un style court et un stigmate. Elles sont mellifères et permettent la production d'un miel discrètement parfumé.

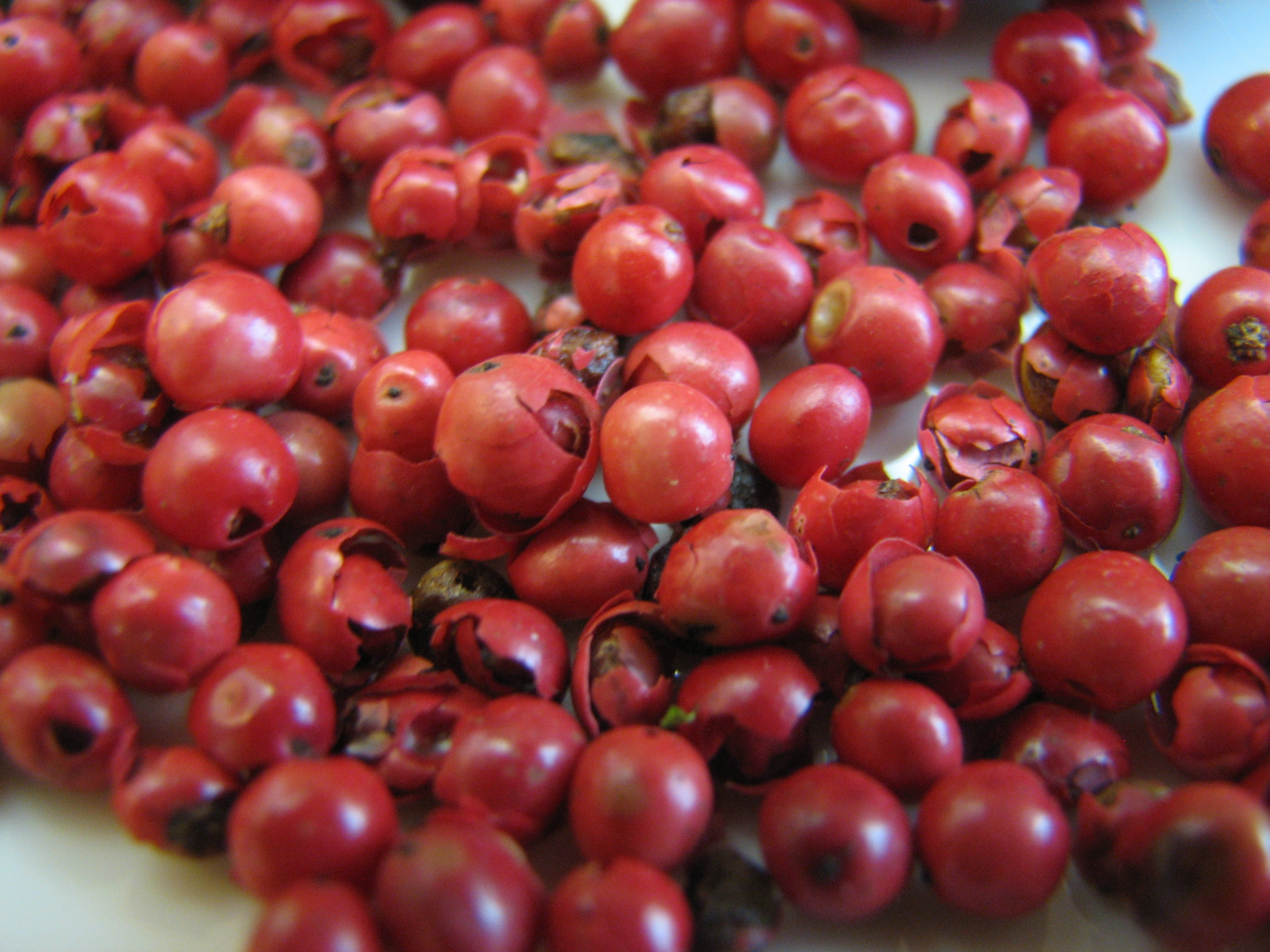
Baies roses

### Fruits
Les fruits, appelés « baies roses », sont des drupes de 4 à 5 millimètres de diamètre, groupées en grappes denses, de couleur rouge vif, conservant le calice à la base, avec une pulpe brune résineuse aromatique, légèrement amère. Ils contiennent une graine  elliptique, brun clair, de moins de 3 mm de long,, possèdent une odeur poivrée.

### Écorce
L'écorce est brune et légèrement pustuleuse.

### Sève
L'arbre secrète une sève résineuse odorante, suggérant de la térébenthine, devenant noirâtre lorsqu'elle est exposée à l'air.

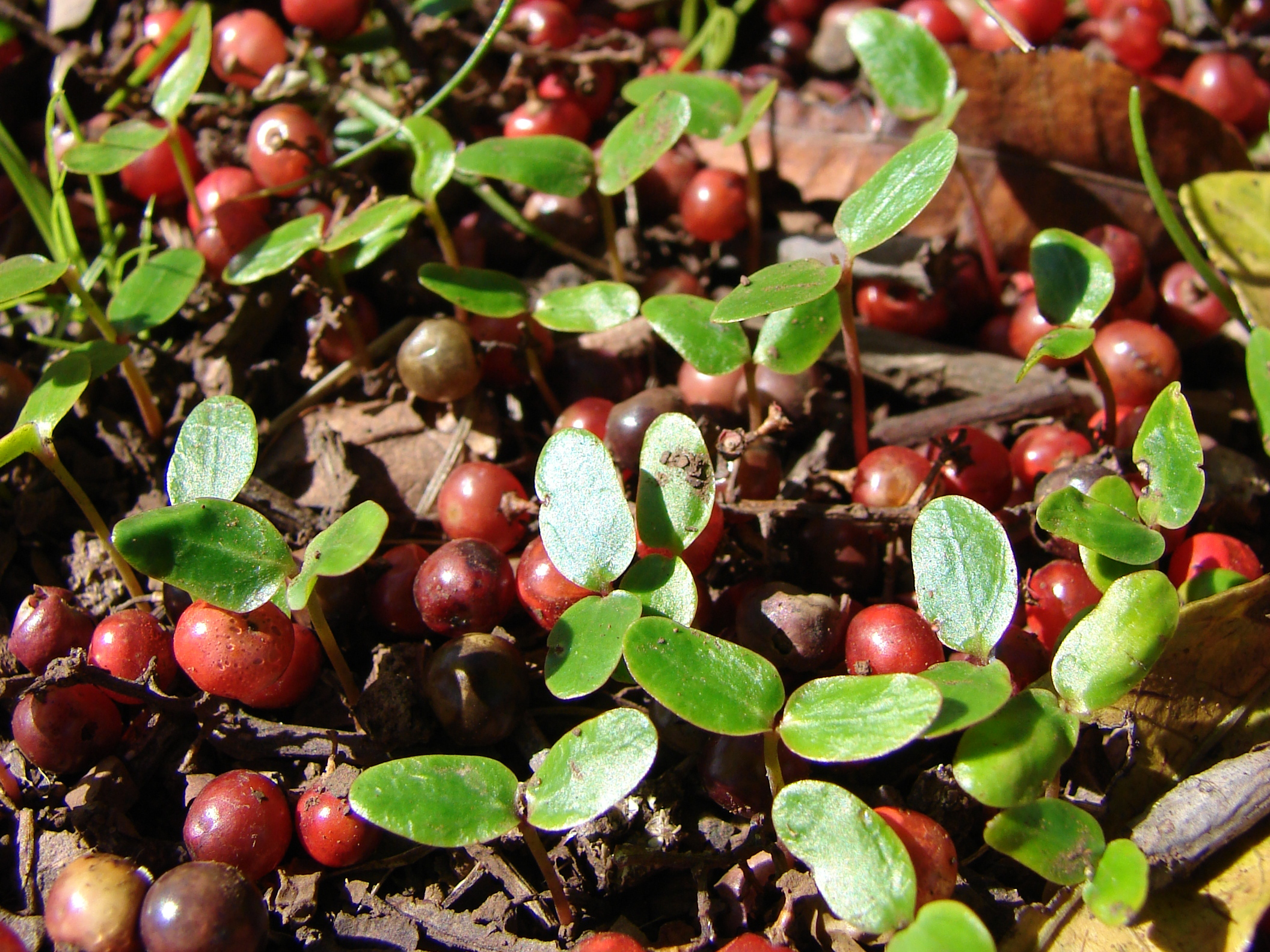
Germination de graines de Schinus terebinthifolius

## Distribution et caractère envahissant
L'espèce, originaire du Brésil, a été introduite dans diverses contrées tropicales où elle s'est souvent montré très envahissante.
Le fait que le Schinus terebinthifolius supporte bien l'ombre et produise beaucoup de fruits dont les graines germent facilement contribue à expliquer sa prolifération.

### En Nouvelle-Calédonie
En Nouvelle-Calédonie, où elle est présente depuis au moins 1882, cette espèce prolifère sur des milliers d'hectares le long de la côte ouest et sur les îles Loyauté, sous forme de petits buissons presque impénétrables. Il est fréquent d'en voir à Nouméa sur le bord des routes. L'ombre de ces buissons empêche ou ralentit fortement le développement d'autres espèces. Le Code de l'environnement de la Province Sud interdit l’introduction dans la nature de cette espèce ainsi que sa production, son transport, son utilisation, son colportage, sa cession, sa mise en vente, sa vente ou son achat.

## Utilisations médicinales
Schinus terebinthifolius fait l'objet d'un vaste répertoire de médecine traditionnelle là où il est indigène. Pratiquement toutes les parties de cet arbre tropical, y compris les feuilles, l'écorce, les fruits, les graines, la résine et l'oléorésine (ou baume), ont été utilisées à des fins médicinales par les peuples indigènes des tropiques. La plante a une très longue histoire d'utilisation et apparaît dans d'anciens artefacts religieux et sur des idoles chez certains des anciens Amérindiens du Chili.
Dans toute l'Amérique du Sud et l'Amérique centrale, le poivrier du Brésil est considéré comme astringent, antibactérien, diurétique, stimulant digestif, tonique, antiviral et cicatrisant. Au Pérou, la sève est utilisée comme un laxatif léger et un diurétique et la plante entière est utilisée en externe pour les fractures et comme antiseptique topique. L'oléorésine est utilisée en externe comme cicatrisant, pour arrêter les saignements et pour les maux de dents et en interne pour les rhumatismes et comme purgatif. En Afrique du Sud, un thé de feuilles est utilisé pour traiter les rhumes et une décoction de feuilles est inhalée pour les rhumes, l'hypertension, la dépression et les battements de cœur irréguliers. En Amazonie brésilienne, une infusion d'écorce est utilisée comme laxatif et une infusion d'écorce et de feuilles est utilisée comme stimulant et antidépresseur. En Argentine, une décoction est faite avec les feuilles séchées et est prise pour les troubles menstruels et est également utilisée pour les infections et les troubles des voies respiratoires et urinaires.
Le poivrier du Brésil est encore employé aujourd'hui en phytothérapie dans de nombreux pays. Sous les tropiques, il est utilisé pour de nombreuses affections, notamment les troubles menstruels, la bronchite, la gingivite, la gonorrhée, la goutte, les infections oculaires, les rhumatismes, les plaies, les gonflements, la tuberculose, les ulcères, l'urétrite, les troubles urogénitaux, les maladies vénériennes, les verrues et les plaies. Aujourd'hui, dans la phytothérapie brésilienne, l'écorce et/ou les feuilles séchées sont utilisées pour les problèmes cardiaques (hypertension et battements cardiaques irréguliers), les infections de toutes sortes, les troubles menstruels avec saignements excessifs, les tumeurs et les inflammations générales. Un extrait liquide ou une teinture préparée avec l'écorce est utilisé en interne comme stimulant, tonique et astringent et en externe pour les rhumatismes, la goutte et la syphilis.
Récemment, le fruit de la plante a été étudié et s'avère prometteur comme traitement du SARM ( Staphylococcus aureus résistant à la méticilline). Un produit chimique contenu dans la baie semble empêcher les bactéries de produire une toxine qui détruit les tissus. Il semble également supprimer la façon dont les bactéries communiquent.

## Usages
Les fruits sont consommés et appréciés pour leur goût légèrement poivré.
Les feuilles sont utilisées dans certains plats vietnamiens.
À La Réunion, le miel de baies roses est un miel que l'on trouve couramment sur les marchés.
En Nouvelle-Calédonie, l'arbre a été introduit à Maré comme pare-feu.

## Étymologie
Le nom de l'espèce vient du grec schinos signifiant « lentisque », car l'arbre produit un suc semblable à la résine des lentisques, et terebinthifolius, « à feuilles de pistachier »[réf. souhaitée].